# Пакет даних
Пакет даних — в телекомунікаціях це відформатований блок даних який передається за допомогою комутації пакетів в комп'ютерній мережі. Комп'ютерні лінії зв'язку, які не підтримують передачу пакетів даних, такі як традиційні від точки-до-точки (англ. point-to-point) телекомунікаційні зв'язки, просто передають дані у вигляді серії байтів, символів або бітів поодинці.
Коли дані формуються в пакети, бітрейт засобів комунікації може краще розподілятися між користувачами, ніж якби мережі були лише з комутацією каналів. При використанні мереж з комутацією пакетів важко гарантувати найменш можливий бітрейт.

## Механізм формування пакетів
При розробці протоколів TCP/IP було вирішено, що дані, які передаються мережею, розбиваються на частини. Такі частини називаються пакетами. Кожний пакет має власний номер і строго визначену довжину. Розбиття і нумерацію здійснює відповідне програмне забезпечення згідно з протоколом. Далі до кожного пакета додаються адреси відправника і одержувача. Це здійснюється згідно з протоколом IP. Після чого відправляється до одержувача
Для ефективної роботи мережі в цілому необхідно управляти рухом пакетів, тобто здійснювати маршрутизацію потоків даних. Маршрутизацію відповідно до єдиних принципів, алгоритмів і протоколів здійснюють спеціальні вузли мережі, які називаються маршрутизаторами.
Маршрутизатори вибирають оптимальний шлях, тобто визначають, які в цей час існують з'єднання і які з них найменше завантажені, знаходять шляхи обходження пошкоджених ділянок.